# Комужа
Комужа — река в России, протекает по территории Яранского района Кировской области. Устье реки находится в 50 км по правому берегу реки Ярань. Длина реки составляет 12 км.
Исток реки у деревни Носки (Никольское сельское поселение) в 17 км к северо-востоку от Яранска. Река течёт на северо-запад, протекает рядом с центром сельского поселения селом Никола и через несколько нежилых деревень. Впадает несколькими рукавами в сильно петляющую на этом участке Явань около деревни Большой Апшантур.

## Данные водного реестра
По данным государственного водного реестра России относится к Камскому бассейновому округу, водохозяйственный участок реки — Вятка от города Котельнич до водомерного поста посёлка городского типа Аркуль, речной подбассейн реки — Вятка. Речной бассейн реки — Кама.
Код объекта в государственном водном реестре — 10010300412111100037044.